# 함안 용산리 함안층 새발자국화석 산지

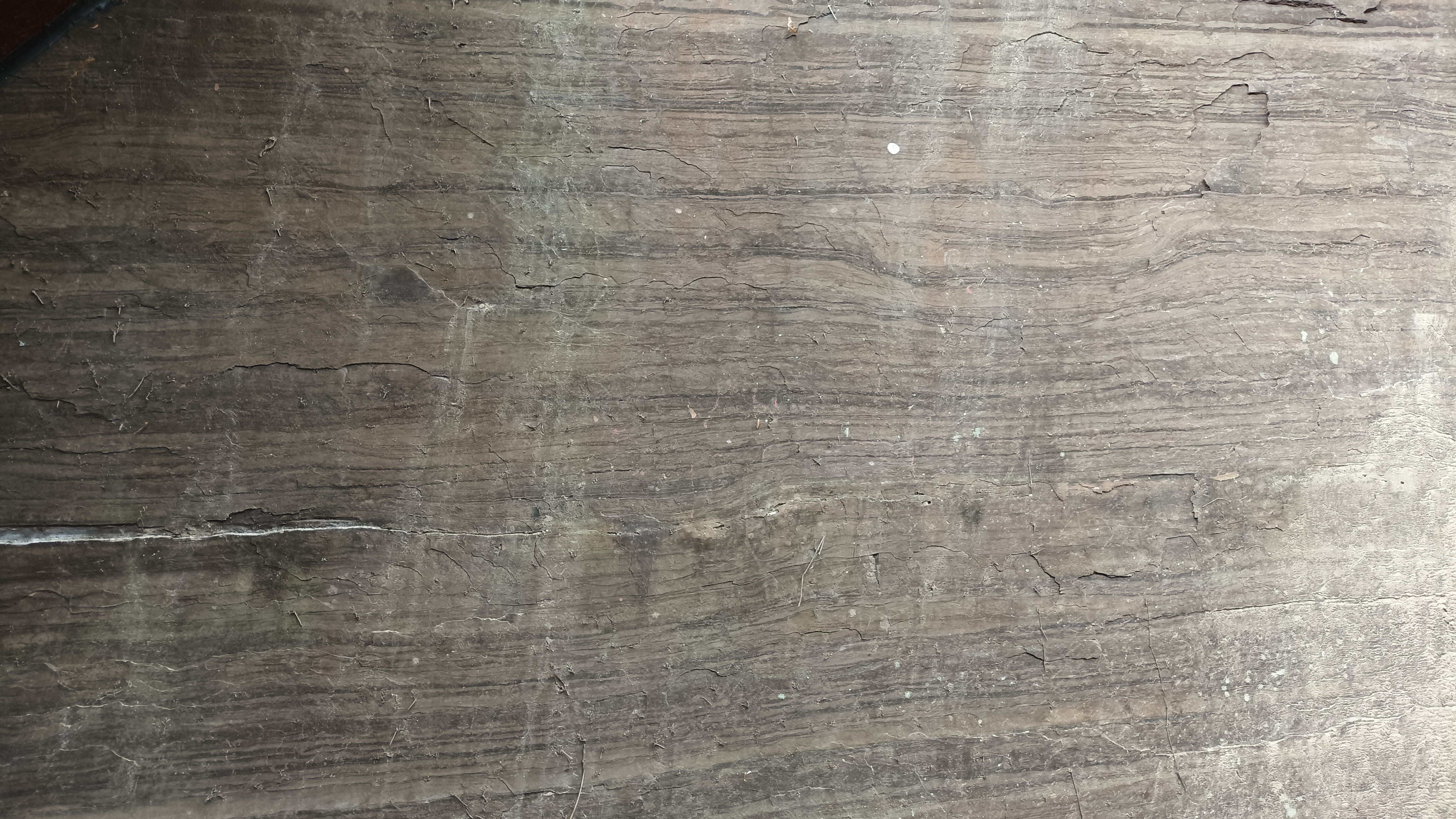
함안 용산리 함안층 새발자국화석 산지에 드러난 경상 누층군 함안층의 노두

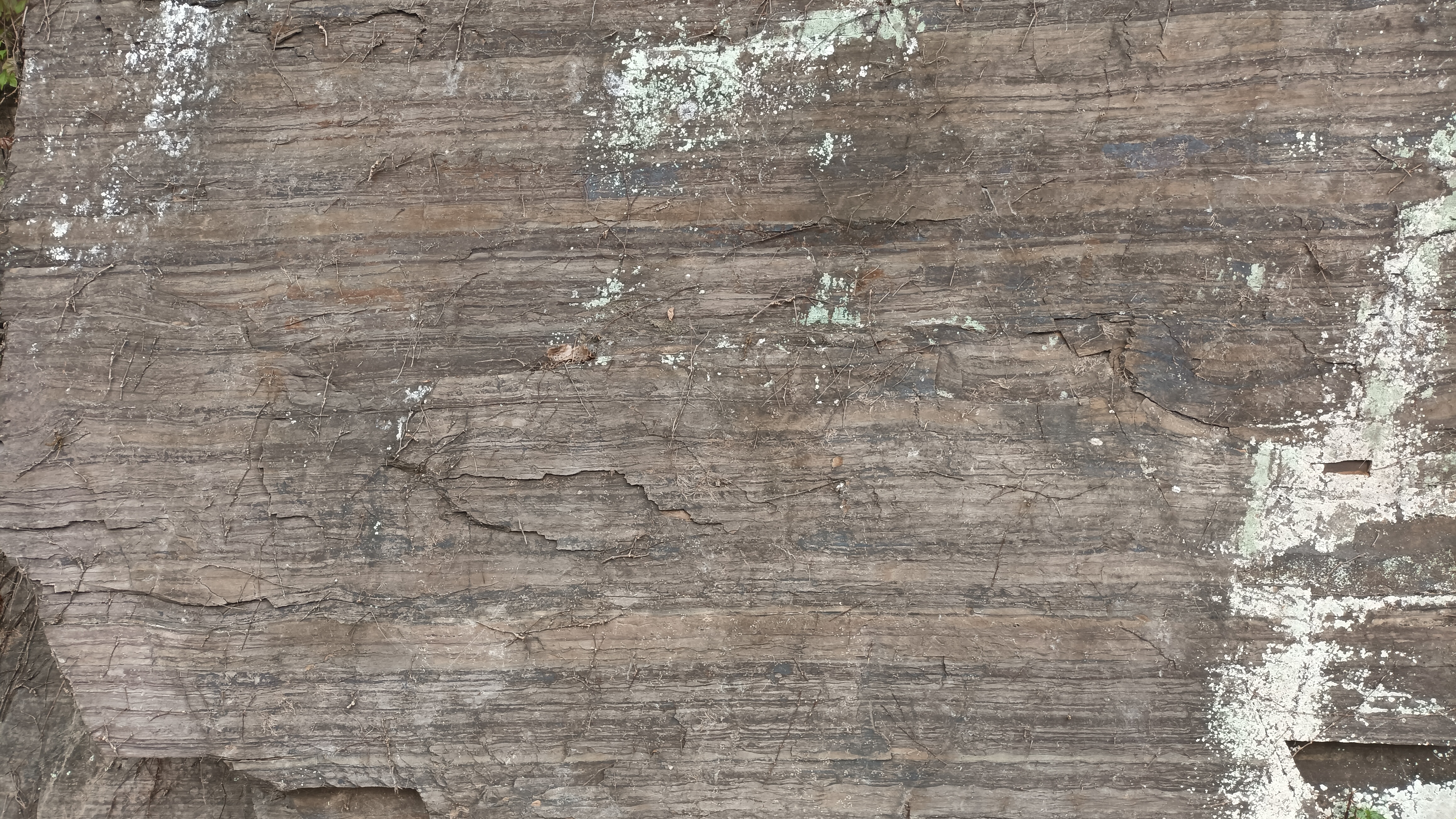
함안 용산리 함안층 새발자국화석 산지에 드러난 경상 누층군 함안층의 노두

함안 용산리 함안층 새발자국화석 산지는 대한민국 경상남도 함안군 칠원읍 용산리 산 4 지역의 경상 누층군 함안층에 발달한 새발자국 화석 산지이다. 대한민국의 천연기념물 제222호로 지정되어 있다.

## 지질
함안군 용산리에 있는 새발자국 화석산지는 1969년 9월 마산여자고등학교 교사에 의해 발견되어 1970년 4월 24일 천연기념물 제 222호로 지정·관리되고 있다. 화석 산지는 경상 누층군 함안층 위에 놓여 있다. 오른쪽 사진에서 볼 수 있듯이 함안층의 층리가 선명히 드러나 있고 교과서적인 연흔 구조도 관찰할 수 있다.

## 찾아가는 길
중부내륙고속도로 칠서 나들목 가까이에 있다. 삼칠로를 따라 창원시 방향으로 가다 보면 칠원읍공설운동장 부근 용산2길이 분기되는 칠원입구삼거리에서 안내 표지판을 볼 수 있다. 표지판을 따라 들어가 칠원읍공설운동장 주차장(도로명주소: 함안군 칠원읍 용산2길 109) 앞에 있는 칠원천 하상의 돌다리를 건너 나무 데크길을 따라 진입한다. 또는, 칠원읍에 가기 전 산성삼거리에서 대산면 방향으로 우회전하여 세성교를 건넌 후 바로 좌회전해 용두산길로 진입하여 1차선 도로를 따라 650 m 전진하여 진입할 수 있다.

## 같이 보기
- 경상 누층군 함안층
- 함안군의 지질
- 대한민국의 천연기념물